# Egan c. Canada
Jugement complet
texte intégral sur www.canlii.org
Egan c. Canada (ou "James Egan contre l'État canadien") est une décision de la Cour suprême du Canada à propos des droits des homosexuels.

## Contexte
James Egan et John Norris Nesbit vivaient en couple depuis 1948. En 1986, lorsque M. Egan eut 65 ans, il commença à percevoir des prestations de sécurité de la vieillesse en vertu de la Loi sur la sécurité de la vieillesse. Lorsque M. Nesbit atteignit l'âge de 60 ans, il fit application pour une allocation de conjoint, ce qui lui fut refusé puisque leur union n'était pas reconnue par la loi. Ils décidèrent donc de contester la décision administrative rendue. Ayant perdu leur cause en Cour fédérale de première instance, puis en appel, MM. Egan et Nesbit portèrent leur cause jusqu'à la Cour suprême du Canada.

## Décision
Le 25 mai 1995, la Cour suprême rejeta l'appel, décidant que la définition de "conjoint" dans la Loi sur la sécurité de la vieillesse était constitutionnelle (la majorité par le juge en chef Lamer et les juges La Forest, Sopinka, Gonthier et Major en faveur;  les juges L'Heureux-Dubé, Cory, McLachlin et Iacobucci dissidents).
Toutefois, la cause permit d'établir un précédent en faveur de l'égalité des homosexuels. Les juges arrêtèrent à l'unanimité que la discrimination fondée sur l'orientation sexuelle est interdite par l'article 15 de la Charte canadienne des droits et libertés, qui prévoit que :

« La loi ne fait acception de personne et s'applique également à tous, et tous ont droit à la même protection et au même bénéfice de la loi, indépendamment de toute discrimination, notamment des discriminations fondées sur la race, l'origine nationale ou ethnique, la couleur, la religion, le sexe, l'âge ou les déficiences mentales ou physiques [...] »

L'arrêt dit que :

« L'orientation sexuelle est une caractéristique profondément personnelle qui est soit immuable, soit susceptible de n'être modifiée qu'à un prix personnel inacceptable et qui, partant, entre dans le champ de protection de l'art. 15 parce qu'elle est analogue aux motifs énumérés. »

Dans cette affaire, la Cour suprême a donc reconnu que, même si « l'orientation sexuelle » n'est pas inscrite dans la liste des motifs de distinction illicite au paragraphe 15(1) de la Charte, elle constitue un motif analogue sur lequel on peut fonder une plainte pour distinction illicite.